# 4496 Kamimachi
4496 Kamimachi eller 1988 XM1 är en asteroid i huvudbältet som upptäcktes den 9 december 1988 av den japanska astronomen Tsutomu Seki vid Geisei-observatoriet. Den är uppkallad efter den japanska staden Kamimachi.
Asteroiden har en diameter på ungefär 7 kilometer.